# Nood- en interventieplan
Nood- en interventieplan (NIP) is in België de officiële benaming voor een rampenplan. In geheel België hanteert men dezelfde wettelijk vastgelegde methodiek voor het opstellen ervan. De verantwoordelijkheid voor het opstellen van de nood- en interventieplannen en het beheer van een noodsituatie op het moment zelf zijn opgedeeld in drie niveaus: de gemeentelijke fase, de provinciale fase en de federale fase.

## Structuur nood- en interventieplannen

### Multidisciplinaire plannen
Elk nood- en interventieplan opgesteld op gemeentelijk, provinciaal of federaal niveau bestaat uit een algemeen nood- en interventieplan (ANIP), eventueel aangevuld met bijzondere nood- en interventieplannen (BNIP's). De algemene nood- en interventieplannen bevatten de algemene richtlijnen en informatie voor het beheer van alle noodsituaties. Elke gemeente en provincie en het federale niveau moeten een algemeen nood- en interventieplan opstellen. Een bijzonder nood- en interventieplan kan het algemeen nood- en interventieplan aanvullen met specifieke richtlijnen voor het beheer van een welbepaalde noodsituatie. Voorbeelden van bijzondere nood- en interventieplannen zijn bijvoorbeeld de plannen voor sevesobedrijven of het federaal nucleair noodplan. In de nood- en interventieplannen kunnen ook bepalingen rond internationale samenwerking opgenomen worden. De algemene en bijzondere nood- en interventieplannen zijn multidisciplinair; dat betekent dat de bepalingen eruit gelden voor alle hulpverleningsdiensten.

### Monodisciplinaire plannen
Naast deze multidisciplinaire plannen dient elke discipline van de hulpverlening een monodisciplinair interventieplan op te stellen, waarin het voor haar eigen discipline de richtlijnen vastlegt. De monodisciplinaire interventieplannen moeten ervoor zorgen dat bij een noodsituatie de verschillende takken van de hulpverlening kunnen optreden voordat of zonder dat er een centrale coördinatie ontplooid is. De monodisciplinaire interventieplannen van elke discipline moeten afgestemd zijn op die van de andere disciplines en op het algemeen nood- en interventieplan om samenwerking mogelijk te maken. Voor de medische, sanitaire en psychosociale hulpverlening (discipline 2) bestaat het monodisciplinaire interventieplan uit het Medisch Interventieplan (MIP), het Psychosociaal Interventieplan (PSIP), het Sanitair Interventieplan (SIP) en het Plan Risico’s & Manifestaties (PRIMA).

### Interne plannen
De verantwoordelijken van bepaalde bedrijven en instellingen (zoals sevesobedrijven of ziekenhuizen) dienen eveneens een intern noodplan uit te werken met de maatregelen die bij een noodsituatie moeten genomen worden om de gevolgen van de noodsituatie te beperken binnen het bedrijf of de instelling, en de interventie van de externe hulpdiensten te faciliteren.

## Fasering
Er zijn criteria voor welke fase gehanteerd moet worden bij een noodsituatie: deze bestaan onder andere uit de feiten van de noodsituatie, de geografische uitgestrektheid, het aantal slachtoffers, de effecten van de noodsituatie op het milieu of de economie, de middelen en diensten die nodig zijn om de noodsituatie te bestrijden en de aard van de noodsituatie (bijvoorbeeld een overstroming of een terroristische aanslag).

### Gemeentelijke fase
Op gemeentelijk vlak moet de burgemeester een gemeentelijke veiligheidscel oprichten. Deze veiligheidscel wordt voorgezeten door de burgemeester en bestaat verder uit een vertegenwoordiger van elke discipline en een ambtenaar verantwoordelijk voor de noodplanning in de gemeente. De gemeentelijke veiligheidscel kan, afhankelijk van de situatie, uitgebreid worden met andere personen of diensten (bijvoorbeeld de veiligheidsverantwoordelijke van een bedrijf). De gemeentelijke veiligheidscel staat in voor het opstellen, oefenen en evalueren van de gemeentelijke nood- en interventieplannen en het opstellen van een risicoanalyse die de voornaamste risico's op het grondgebied van de gemeente omvat.
Bij een noodsituatie wordt de gemeentelijke fase afgekondigd door de burgemeester van de gemeente wanneer de omvang van de noodsituatie een beheer op gemeentelijk niveau vereist, maar de gevolgen tot de gemeente beperkt blijven. Hierbij treden de gemeentelijke nood- en interventieplannen in werking. De burgemeester neemt de algemene coördinatie op zich. Bij het afkondigen van de gemeentelijke fase dient de burgemeester tevens de gouverneur op de hoogte te stellen.

### Provinciale fase
Op provinciaal vlak moet de gouverneur een provinciale veiligheidscel oprichten. Deze veiligheidscel wordt voorgezeten door de gouverneur en bestaat verder uit een vertegenwoordiger van elke discipline en een ambtenaar verantwoordelijk voor de noodplanning in de provincie. De provinciale veiligheidscel kan, afhankelijk van de situatie, uitgebreid worden met andere personen of diensten (bijvoorbeeld de veiligheidsverantwoordelijke van een bedrijf). De provinciale veiligheidscel staat in voor het opstellen, oefenen en evalueren van de provinciale nood- en interventieplannen en het opstellen van een risicoanalyse die de voornaamste risico's op het grondgebied van de provincie omvat.
Bij een noodsituatie wordt de provinciale fase afgekondigd door de gouverneur van de provincie wanneer de omvang van de noodsituatie een beheer op provinciaal niveau vereist of de directe gevolgen van de noodsituatie de gemeentegrenzen overschrijden. Hierbij treden de provinciale nood- en interventieplannen in werking. De gouverneur neemt de algemene coördinatie op zich. Bij het afkondigen van de provinciale fase dient de gouverneur tevens de minister van Binnenlandse Zaken op de hoogte te stellen.

### Federale fase
Bij een noodsituatie wordt de federale fase afgekondigd door de minister van Binnenlandse Zaken wanneer de omvang van de noodsituatie een beheer op federaal niveau vereist (omdat de inzetbare middelen waarover de gouverneur beschikt niet volstaan) of de directe gevolgen van de noodsituatie de provinciegrenzen overschrijden. Hierbij treden de federale nood- en interventieplannen in werking. De minister van Binnenlandse Zaken neemt de algemene coördinatie op zich. Het koninklijk besluit van 31 januari 2003 tot vaststelling van het noodplan voor de crisisgebeurtenissen en -situaties die een coördinatie of een beheer op nationaal niveau vereisen bevat preciezere bepalingen welke situaties federale coördinatie vereisen.
Een goed voorbeeld was tijdens de COVID-19-crisis. Op 12 maart kondigde premier Sophie Wilmès (MR) het rampenplan op federaal niveau af. Hiermee werden maatregelingen genomen om de besmetting zoveel mogelijk te beperken. Zoals sluiten van bepaalde winkelzaken, horeca, scholen en gebouwen met openbare nut.

### Oude opdeling
Voor de aanpassingen gemaakt door het koninklijk besluit van 16 februari 2006 waren er vier verschillende fases. De realiteit wees echter uit dat het verschil tussen Alarmfase I en II niet zinvol was.
- Alarmfase I: werd uitgeroepen door de burgemeester wanneer de omvang en de gevolgen van de ramp beperkt bleven tot het grondgebied van de gemeente. De burgemeester of de brandweer had de algemene leiding en zette de gemeentelijke middelen in. Het gemeentelijk rampenplan trad in werking.
- Alarmfase II: werd uitgeroepen door de burgemeester wanneer hij versterking nodig had, bijvoorbeeld van brandweerkorpsen van naburige gemeenten of van de Civiele Bescherming. De burgemeester had de algemene leiding en kondigde eveneens het gemeentelijk rampenplan af.
- Alarmfase III: werd uitgeroepen door de gouverneur wanneer de omvang of de gevolgen van de ramp de gemeentegrenzen overschreden. De gouverneur nam de leiding op zich en kon de hulp inroepen van het leger, de Civiele Bescherming en de politie. Het provinciaal rampenplan trad in werking.
- Alarmfase IV: werd uitgeroepen door de minister van Binnenlandse Zaken bij grootschalige rampen die de provinciegrenzen overschreden. Alle mogelijke middelen werden ingezet en de diverse provinciale rampenplannen traden in werking.

## Disciplines

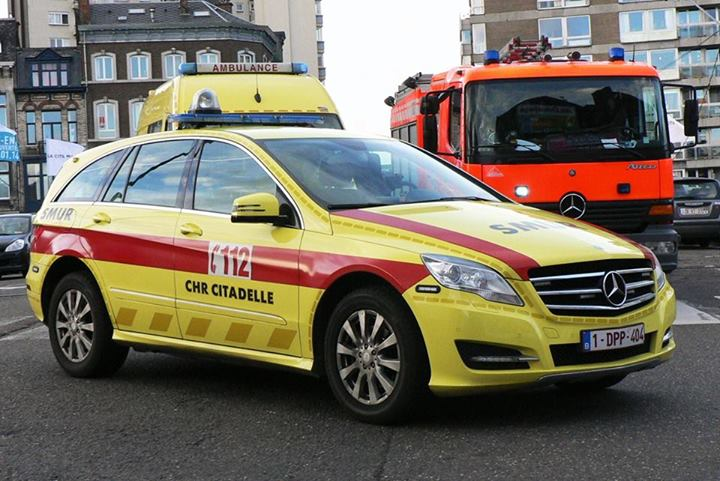
Overzicht van de verschillende disciplines: betrokkenheid van de MUG (discipline 2) samen met de brandweer (discipline 1).

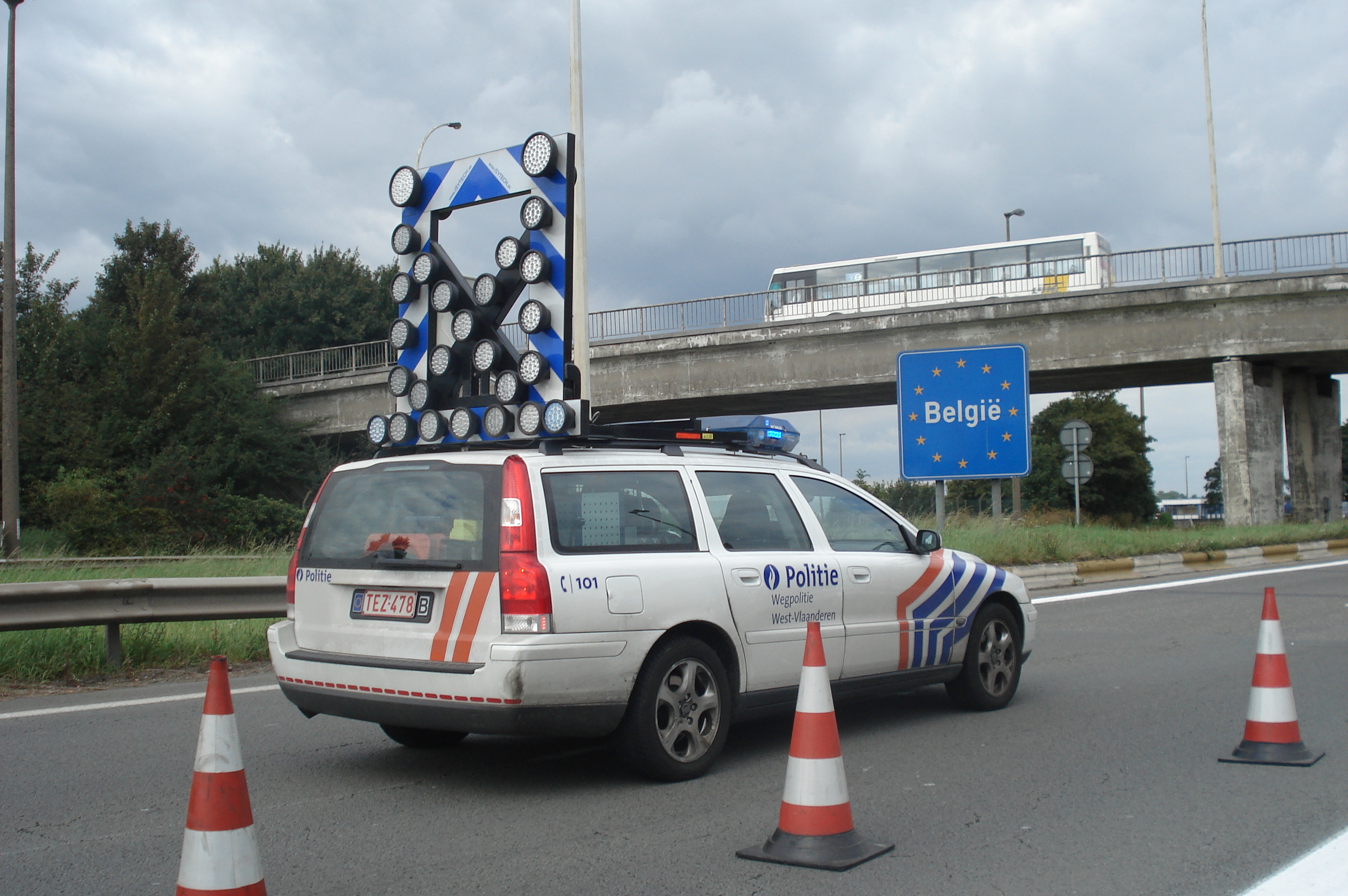
Verkeerspolitie (discipline 3)

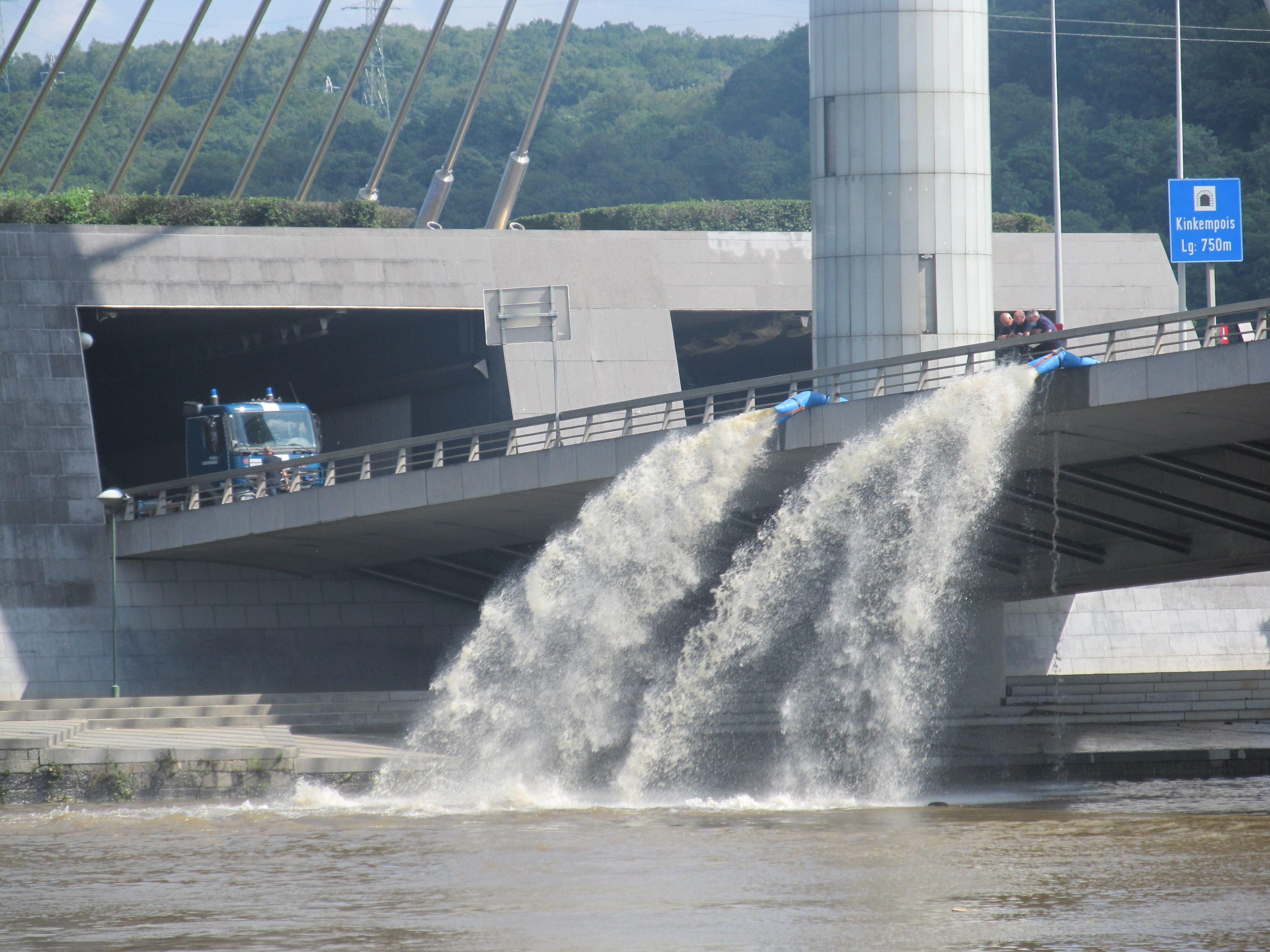
Pompwerken door de Civiele bescherming, discipline 4.

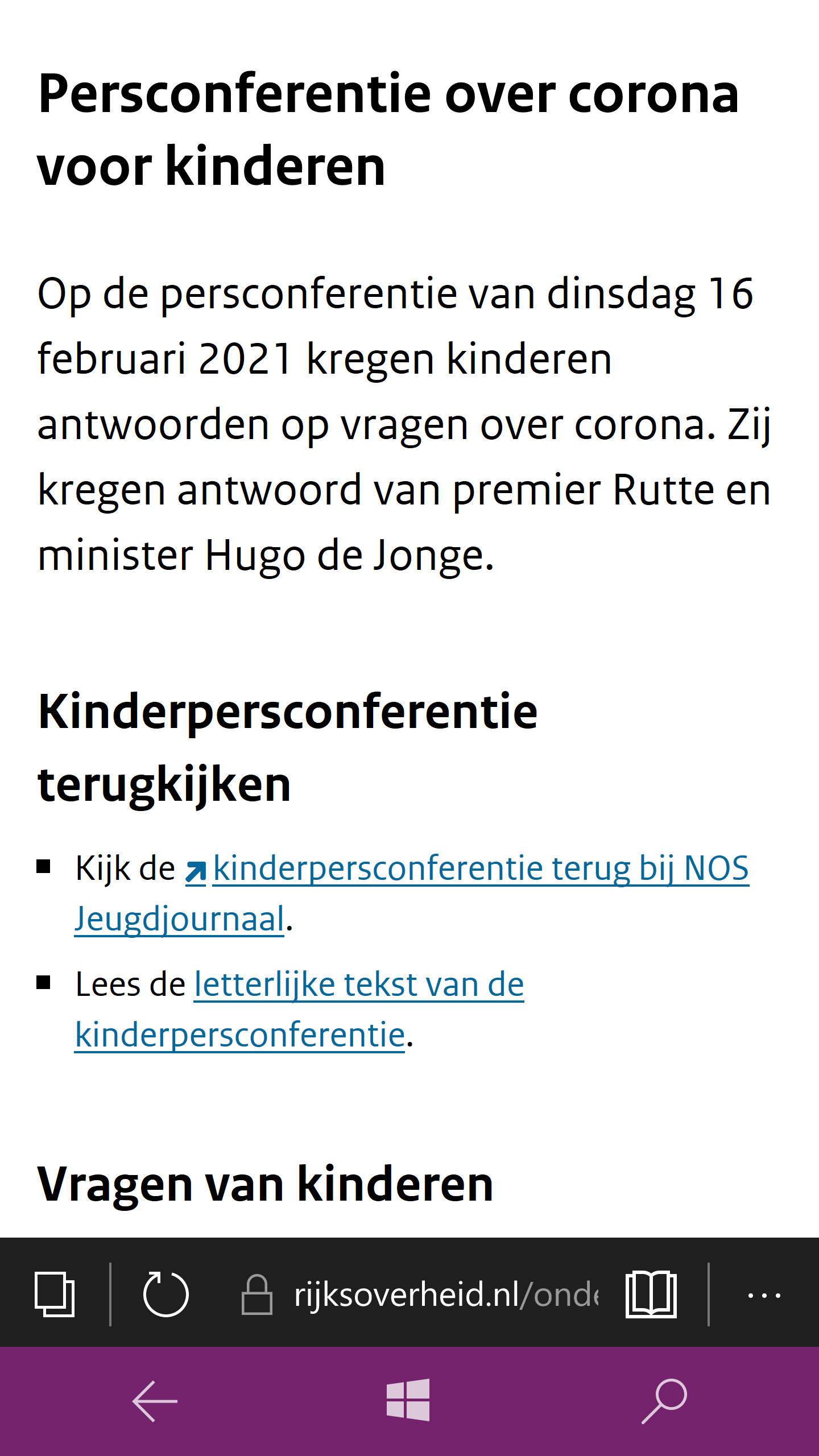
Covidinformatie op kindermaat (disclipe 5)

De verschillende hulpverleningsdiensten zijn onderverdeeld in vijf disciplines die van 1 tot 5 genummerd zijn. Elke discipline heeft zijn eigen taken en bij een noodsituatie een eigen directeur die de operationele leiding heeft over de discipline. Elk van deze directeurs kan ook een adjunct-directeur aanduiden. De directeurs en adjunct-directeurs dragen hun functienaam op hun interventiekledij.

### D1: Hulpverleningsoperaties
De taken van deze discipline zijn het bestrijden van de noodsituatie zelf (bijvoorbeeld het blussen van brand of het dichten van lekkages van gevaarlijke stoffen), het redden en beschermen van personen en goederen en indien nodig het opvorderen van personen of goederen voor de hulpverlening. Deze discipline bestaat uit de brandweer en de operationele eenheden van de Civiele Bescherming. De Directeur Brandweer (Dir-BW) heeft bij een noodsituatie de operationele leiding over deze discipline.

### D2: Medische, sanitaire en psychosociale hulpverlening
De taken van deze discipline zijn het toedienen van medische en psychosociale zorgen aan slachtoffers, het vervoer van de slachtoffers te organiseren en het nemen van maatregelen om de volksgezondheid te beschermen (bijvoorbeeld het verdelen van jodiumpillen bij een nucleair ongeval). Deze discipline bestaat uit de diensten van de Dringende Geneeskundige Hulpverlening (ambulancediensten, mug, Rode Kruis …) en andere medische diensten die in het monodisciplinair interventieplan zijn opgenomen. De Directeur Medische Hulpverlening (Dir-Med; vroeger DMH) heeft bij een noodsituatie de operationele leiding over deze discipline. Het administratief gezag over de medische middelen ligt evenwel bij de bevoegde Federale Gezondheidsinspecteur (FGI).

### D3: Politie
De taken van deze discipline zijn het handhaven van de openbare orde, het vrijhouden van de wegen naar en van de plaats van de noodsituatie, het afbakenen en bewaken van de perimeters en indien nodig het uitvoeren van de evacuatie van de bevolking, het escorteren van de andere hulpverleningsdiensten, het identificeren van dodelijke slachtoffers en het verlenen van bijstand aan het gerechtelijk onderzoek. Deze discipline bestaat uit de lokale en federale politie. De Directeur Politie (Dir-Pol) heeft bij een noodsituatie de operationele leiding over deze discipline.

### D4: Logistieke steun
De taken van deze discipline zijn het leveren van versterking (zowel personeel als materieel) en indien nodig gespecialiseerd hulpverleningsmaterieel, het organiseren van de communicatiemiddelen tussen de verschillende disciplines en de coördinatie en de bevoorrading van drinkwater en voeding aan de hulpverleningsdiensten en slachtoffers. Deze discipline bestaat uit de brandweer, de operationele eenheden van de Civiele Bescherming, het leger en gespecialiseerde openbare en private diensten. De Directeur Logistiek (Dir-Log) heeft bij een noodsituatie de operationele leiding over deze discipline.

### D5: Informatie aan de bevolking
De taak van deze discipline is het verschaffen van informatie en richtlijnen aan de bevolking (bijvoorbeeld via de pers). Deze discipline bestaat uit de aangewezen communicatiemedewerkers. De Directeur Informatie (Dir-Info) heeft bij een noodsituatie de operationele leiding over deze discipline.

## Coördinatie
Er is coördinatie zowel binnen elke discipline als multidisciplinair. De multidisciplinaire coördinatie gebeurt zowel op operationeel als beleidsmatig vlak.

### Operationele coördinatie
De Directeur Commandopost Operaties (Dir-CP-Ops) heeft de leiding over de operationele coördinatie op de plaats van de noodsituatie. Deze functie wordt per definitie waargenomen door de brandweerofficier met de hoogste graad ter plaatse, tenzij de coördinerende overheid een leidinggevende van een andere discipline die meer betrokken is bij de noodsituatie aanduidt. De Dir-CP-Ops zit samen met de directeurs van de andere betrokken disciplines in de Commandopost Operaties (CP-Ops). Meestal is dit een speciaal daarvoor ontworpen voertuig of container. De taken van de CP-Ops zijn het opstellen van een eerste operationeel situatierapport, het regelmatig informeren van de coördinerende overheid en de Noodcentrale 112, het laten uitvoeren van de door de coördinerende overheid genomen beslissingen en het organiseren van de interventiezone. Tot er een Coördinatiecomité is opgestart draagt de CP-Ops ook de verantwoordelijkheid voor de beleidscoördinatie.

### Beleidscoördinatie
Bij een noodsituatie wordt er een Coördinatiecomité (CC) opgestart op gemeentelijk niveau (GCC) of provinciaal niveau (PCC) om de noodsituatie te beheren. Dit Coördinatiecomité is verantwoordelijk voor de beleidscoördinatie en is samengesteld uit vertegenwoordigers van de disciplines en de noodplanambtenaar, eventueel aangevuld met andere experts (bijvoorbeeld een vertegenwoordiger van de milieudienst). De taken van het Coördinatiecomité zijn het evalueren van de noodsituatie, het adviseren van de betrokken burgemeester of gouverneur over de te nemen beslissingen, het organiseren van de informatie aan de bevolking en het toezien op de uitvoering van de genomen beslissingen. Het is de burgemeester of gouverneur die verantwoordelijk is voor het nemen van de beslissingen.
Bij de afkondiging van de federale fase worden er binnen het Crisiscentrum van de regering drie organen bijeengeroepen: de evaluatiecel, de beleidscel en de informatiecel. De evaluatiecel evalueert de noodsituatie en is samengesteld uit experts uit de verschillende bevoegde diensten en overheden. De evaluatiecel wordt voorgezeten door het departement het meest betrokken bij de noodsituatie en wordt door de beleidscel aangeduid. De beleidscel neemt de beslissingen en is samengesteld uit de bevoegde ministers of hun afgevaardigden. Ze wordt voorgezeten door de minister van Binnenlandse Zaken of zijn afgevaardigde. De informatiecel informeert de bevolking over de noodsituatie en de door de beleidscel genomen beslissingen en is samengesteld uit de woordvoerders of communicatieverantwoordelijken van de betrokken departementen.

## Interventiezone
De interventiezone is de zone waarbinnen de nodige acties genomen worden om de noodsituatie te bestrijden. Om de interventiezone te organiseren wordt ze ingedeeld in drie zones op basis van de risico's die ze omvatten en de diensten die er toegang tot moeten hebben. De opbouw van de zones gebeurt van de kern van de noodsituatie naar buiten toe in functie van de aard van de noodsituatie (bijvoorbeeld giftige rookontwikkeling bij een brand), de weersomstandigheden (bijvoorbeeld de windrichting) en algemene structuur van het terrein. De drie zones zijn:
- Rode zone: deze zone wordt afgebakend door de uitsluitingsperimeter. In deze zone vindt de interventie plaats. Enkel de hulpverleningsdiensten hebben toegang tot de rode zone. De politie bewaakt de uitsluitingsperimeter. De bevolking uit deze zone wordt ofwel geëvacueerd ofwel worden er voor hen specifieke richtlijnen gegeven (bijvoorbeeld het sluiten van ramen en deuren).
- Oranje zone: deze zone wordt afgebakend door de isolatieperimeter. In deze zone wordt de ondersteuning van de hulpverleningsdiensten georganiseerd. Deze zone is enkel toegankelijk voor de hulpverleningsdiensten. Personen die werken of wonen in deze zone kunnen evenwel toegang krijgen mits de Dir-CP-Ops akkoord is en zij de door hem gegeven richtlijnen naleven. De politie installeert controles op de toegangs- en evacuatiewegen naar en van de isolatieperimeter. De CP-Ops en eventueel de Vooruitgeschoven Medische Post (VMP) zijn binnen de oranje zone gevestigd.
- Gele zone: deze zone wordt afgebakend door de ontradingsperimeter. In deze zone worden de nodige acties genomen om de toegang voor de hulpverleningsdiensten te waarborgen. Het doorgaand verkeer wordt omgeleid weg van deze zone en personen die niet in deze zone werken of wonen wordt de toegang ontraden. De politie bewaakt enkel de belangrijkste toegangswegen naar de ontradingsperimeter. Binnen de gele zone wordt een parking voorzien voor de hulpverleningsdiensten. Er is van daaruit een verbinding met de CP-Ops en VMP zodat ambulances indien nodig naar de VMP kunnen doorgestuurd worden. Er kan ook een parking voorzien worden voor de voertuigen voor de evacuatie van niet-gewonde slachtoffers.

## Lijst met noodsituaties in de federale fase
- Juli 2021 - wateroverlast in het oosten van het land
- Maart - april 2020 - coronapandemie

## Oefeningen
Op initiatief van de burgemeester, gouverneur of minister worden oefeningen georganiseerd om de noodplannen te testen en in te oefenen. Vooraf wordt een scenario uitgewerkt waarop geoefend wordt. Er zijn twee soorten oefeningen:
- Theoretische oefeningen: hierbij reageren de verschillende diensten op papier hoe zij in werkelijkheid zouden optreden bij een noodsituatie.
- Terreinoefeningen: hierbij wordt een noodsituatie gesimuleerd waarbij er reële personen en middelen worden ingezet.

## Wetgeving
De wet die aan de huidige grondslag ligt van alle nood- en interventieplannen is de wet van 15 mei 2007 betreffende de civiele veiligheid. Het koninklijk besluit van 16 februari 2006 betreffende de nood- en interventieplannen regelt de uitvoering van de bepalingen van deze wet en legt de specifieke richtlijnen en verantwoordelijkheden voor de nood- en interventieplannen vast. Voorafgaand regelden de wet van 31 december 1963 betreffende de civiele bescherming en de koninklijke besluiten genomen ter uitvoering van deze wet de richtlijnen rond de nood- en interventieplannen.
Ook andere wetten en besluiten bevatten bepalingen rond de nood- en interventieplannen, zoals de wet van 15 april 1994 betreffende de bescherming van de bevolking en van het leefmilieu tegen de uit ioniserende stralingen voortspruitende gevaren en betreffende het Federaal Agentschap voor Nucleaire Controle, de wet van 21 januari 1987 inzake de risico's van zware ongevallen bij bepaalde industriële activiteiten, gewijzigd door de wet van 26 mei 2002 en de bij deze wetten horende besluiten.